# Geumsan Insam Cello/Saison 2013
Dieser Artikel listet Erfolge und Fahrer des Radsportteams Geumsan Insam Cello in der Saison 2013 auf.

## Abgänge – Zugänge
| Zugänge        | Team 2012          | Abgänge       | Team 2013 |
| -------------- | ------------------ | ------------- | --------- |
| Youm Jung-hwan | Seoul Cycling Team | Jo Young-hwan | Unbekannt |
| Jo Ju-hyeon    | Neoprofi           | Kim Yong-beom | Unbekannt |
| Kang Ji-yong   | Neoprofi           | Lee Tae-ho    | Unbekannt |
|                |                    | Oh Se-yong    | Unbekannt |

## Mannschaft
| Name             | Geburtstag        | Nationalität |
| ---------------- | ----------------- | ------------ |
| Bang Jae-hyun    | 28. Dezember 1993 | Südkorea     |
| Choe Hyeong-min  | 15. April 1990    | Südkorea     |
| Gong Hyo-suk     | 1. Januar 1986    | Südkorea     |
| Hwang In-hyeok   | 20. Januar 1988   | Südkorea     |
| Jeong Cheung-gyo | 24. Dezember 1989 | Südkorea     |
| Jo Ju-hyeon      | 28. Februar 1994  | Südkorea     |
| Kang Ji-yong     | 19. Februar 1988  | Südkorea     |
| Kim Byung-cheol  | 5. November 1984  | Südkorea     |
| Yoo Ki-hong      | 24. März 1988     | Südkorea     |
| Youm Jung-hwan   | 1. Dezember 1985  | Südkorea     |